# روبرت غيى
روبرت غيى (بالفرنسية: Robert Guéï) (و. 1941 – 2002 م) هو عسكري وسياسي من ساحل العاج.
وهو عضو في حزب ديمقراطى ساحل العاج.

## التعليم
وُلِد روبرت غيى في كاباكوما، وهي قرية تقع في مقاطعة مان الغربية، وكان عضوًا في مجتمع يعقوبة الإثني. كان جنديًا محترفًا: في ظل الإدارة الفرنسية، تدرب في مدرسة واغادوغو العسكرية ومدرسة تعلم في مدرسة سان سير العسكرية في فرنسا.

## الصعود للسلطة
كان من أشد المؤيدين للرئيس فيليكس أوفوي بوانيي أول رئيس لجمهورية ساحل العاج، الذي عينه قائداً للجيش بعد تمرد في عام 1990. بعد وفاة أوفوي بوانيي في عام 1993، أصبح روبرت غيى بعيدًا عن الرئيس الجديد للجمهوية هنري كونان بيديه. أدى رفض روبرت لتعبئة قواته لحل الصراع السياسي بين الرئيس هنري بيديه وزعيم المعارضة الحسن واتارا في أكتوبر 1995 إلى إقالته. تم تعيينه وزيرا لكنه أقيل مرة أخرى في أغسطس 1996 وأجبر على الخروج من الجيش في يناير 1997.
بعد الإطاحة بالرئيس هنري كونان بيديه في انقلاب عشية عيد الميلاد عام 1999. على الرغم من أن لم يكن له دور في الانقلاب ، تم تشجيع الجنرال الشعبي على العودة من التقاعد لرئاسة المجلس العسكري كرئيس للجنة الوطنية للإنقاذ حتى الانتخابات القادمة.
أُجريت انتخابات رئاسية في 22 أكتوبر 2000. ترشح روبرت في الانتخابات الرئاسية، مُنع جميع مرشحي المعارضة الرئيسيين باستثناء لوران كودو غباغبو من الجبهة الشعبية الإيفوارية، بخوض الانتخابات ضده. اسفرت الانتخابات على هزيمة روبرت من قبل غباغبو لكنه رفض الاعتراف بالنتيجة. تطلب الأمر سلسلة من الاحتجاجات في الشوارع لإيصال غباغبو إلى السلطة. ما أدى إلى هروب روبرت إلى غويسو، بالقرب من الحدود الليبيرية، لكنه ظل شخصية بارزة في المشهد السياسي. تم تضمينه في منتدى المصالحة عام 2001 ووافق على الامتناع عن الأساليب غير الديمقراطية.
بعد شهرين اعترف غيو بشرعية رئاسة غباغبو أجريت الانتخابات البرلمانية في 10 ديسمبر 2000 وفازت بها الجبهة الشعبية الإيفوارية في غباغبو. ومع ذلك لم تجر الانتخابات في شمال ساحل العاج بسبب الاضطرابات المتعلقة بمقاطعة الانتخابات من قبل دائرة الديمقراطية والتنمية حتى الانتخابات الفرعية في 14 يناير 2001. انسحب غيى من اتفاقية في سبتمبر واتهمته في 19 سبتمبر 2002 السلطات بالوقوف وراء محاولة الانقلاب التي قام بها المتمردون في الشمال،

## قتله
قُتل روبرت غيى مع زوجته السيدة الأولى السابقة روز دودو غيى، وأطفالهما في 19 سبتمبر 2002 في منطقة كوكودي في أبيدجان في الساعات الأولى من الحرب الأهلية. تظل ظروف وفاته غامضة، على الرغم من أنها تُنسب عمومًا إلى القوات الموالية للوران غباغبو. كما قُتل العديد من أفراد عائلته، بقيت جثته في المشرحة حتى أقيمت جنازة له في أبيدجان في 18 أغسطس 2006 ، بعد ما يقرب من أربع سنوات من وفاته.
حكمت محكمة أبيدجان العسكرية بالسجن المؤبد في 18 فبراير 2016 ، على قضية اغتيال الجنرال روبرت غيى، القائد أنسيلمي سيكا يابو ، رئيس الأمن المشدد السابق لسيمون غباغبو وللتواطؤ في اغتيال الجنرال برونو دوغبو بلي. القائد السابق للحرس الجمهوري وقائد الإمداد سيري داليبا.